# اوکان آیدین
اوکان آیدین (انگلیسی: Okan Aydın؛ زادهٔ ۸ مهٔ ۱۹۹۴) بازیکن فوتبال اهل ترکیه است.
از باشگاه‌هایی که در آن بازی کرده‌است می‌توان به باشگاه فوتبال اسکی‌شهراسپور، باشگاه فوتبال بایر ۰۴ لورکوزن، و باشگاه فوتبال قوت-وایس ارفورت اشاره کرد.
وی همچنین در تیم‌های ملی فوتبال Germany national under-16 football team، جوانان آلمان، جوانان آلمان، Turkey national under-19 football team، و زیر ۲۰ سال ترکیه بازی کرده‌است.